# 関門プラザ
関門プラザ（かんもんぷらざ）は、山口県下関市みもすそ川町にある西日本高速道路運営の資料展示施設（関門トンネル資料館）。関門国道トンネル人道の下関側出入口に併設している。

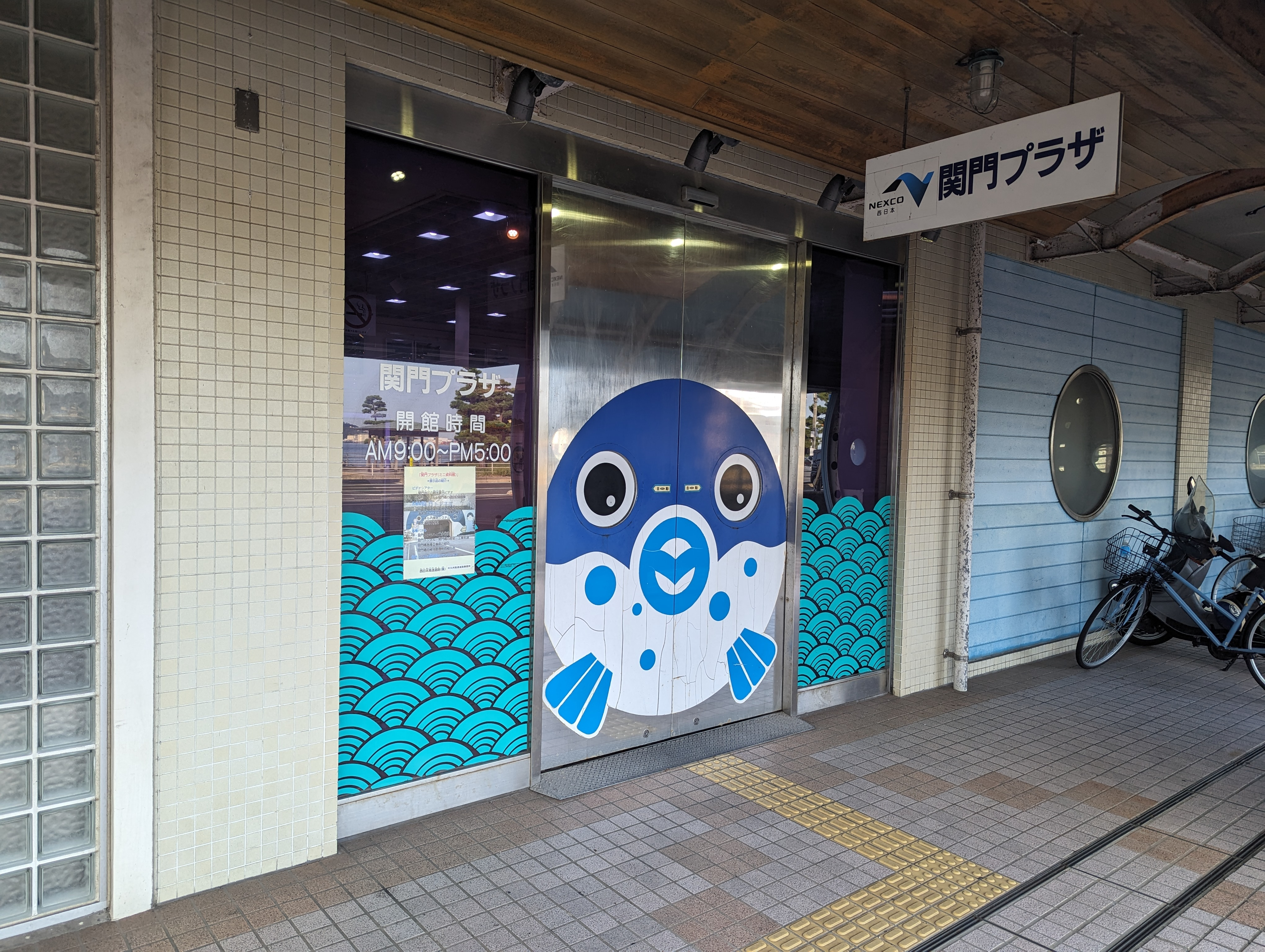
関門プラザ（2023年9月）

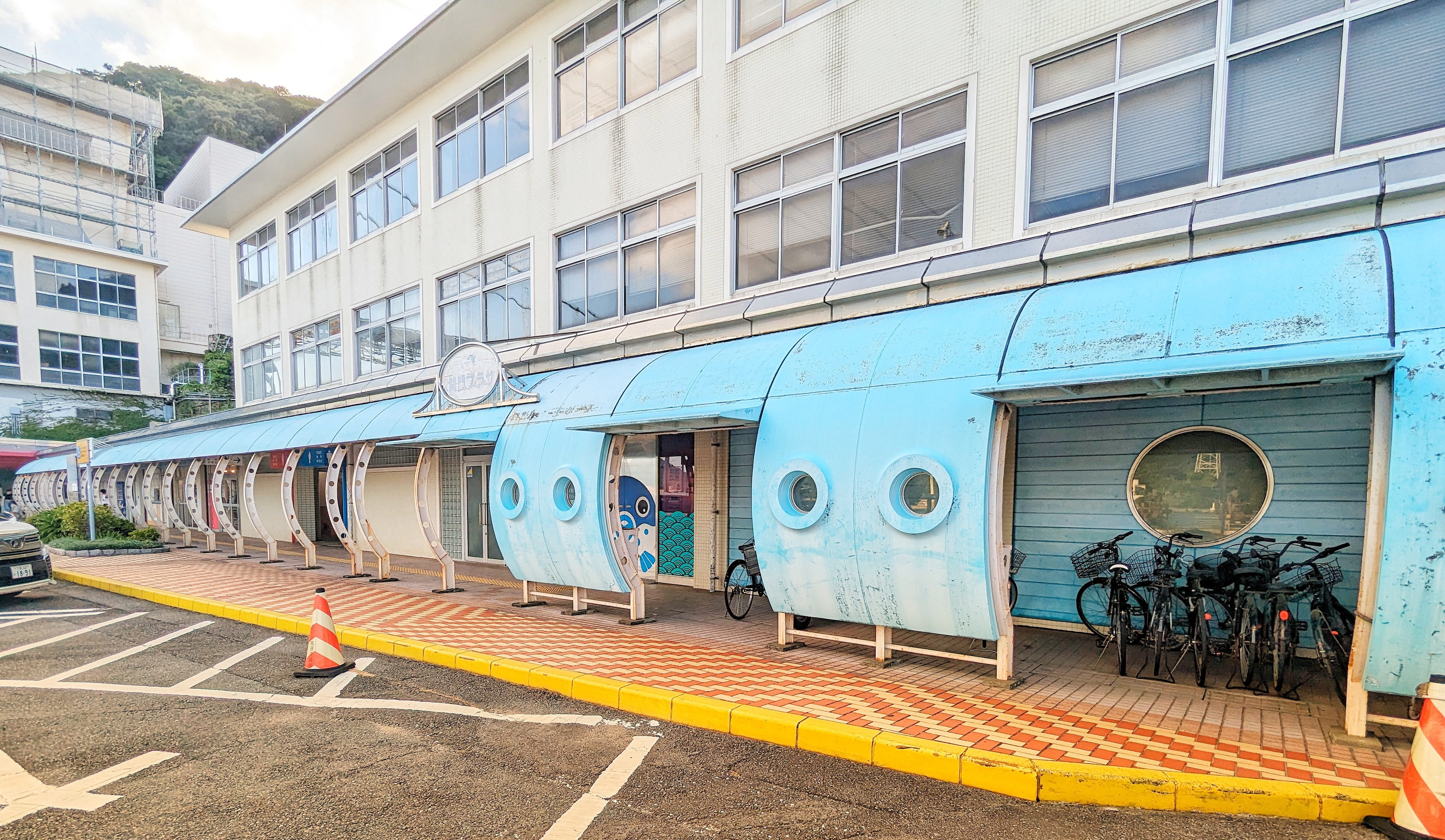
関門プラザ全景（2023年9月）

かつては下関PAと呼ばれ、売店が存在していたが、門司PAとともに2006年2月28日に廃止された。また、売店は、道路サービス機構が運営していた。
その後は、関門プラザおよび同施設の駐車場という位置付けとなり、また災害対応型自動販売機も設置された。
当所から国道9号を関門海峡側にわたるとみもすそ川公園があり、同公園の駐車場という性質もある。

## 道路
- 関門トンネル人道（関門トンネルの自動車道からはアクセス出来ない）
- 国道9号からアクセス可能である。

## 歴史
- 2006年2月28日：18時をもって売店を閉鎖し、下関PAとしては廃止。
- 2006年4月1日：災害対応型自動販売機が設置される。
- 2021年9月末にはおでん、焼きちくわ、ソフトクリームなどを販売するイートイン・テークアウトコーナーや練り製品・水産加工品の物販コーナー、観光案内機能を備える店舗が出店した。

## 特記事項
トンネル付近から汲み上げられた、海水を含む湧水が出てくる蛇口が屋外に設置されており、誰でも無料で利用できる。元々湧水は関門海峡に排水されていたが、地元の飲食店から「いけす用の海水として使いたい」などの要望があり、湧水の一部を一般向けに提供しているという。NEXCO西日本によると、飲食店での利用が多いが、この湧水を使った浴場を営業している旅館もあるとのことである。

## 近隣の施設
- みもすそ川公園
- 火の山公園
- 丸尾公園